# Гауда (сирене)
 Тази статия е за сиренето.  За града вижте Гауда.  
Кашкавалът гауда (на нидерландски: Goudse kaas) е традиционен холандски твърд кашкавал с минимум 30 – 48% мазнина, произвеждано от краве мляко.
Съществува вкусова разновидност на сиренето гауда – мейгауда (майгауда), която се прави от леко ароматно мляко, което кравите дават, след като за първи път след зимата (обикновено в началото на месец май) се извеждат да пасат млада и сочна трева. Този вид гауда, както и млякото, от което е направен, имат по-висока масленост и особено приятен вкус, различен от традиционния за този сорт сирене.

## История
Сиренето гауда е било произведено за първи път в Южна Холандия. Името произлиза от град Гауда, близо до Ротердам. Първото документирано споменаване на сиренето гауда е още през 1184 г. Това го прави един от най-старите видове сирена.

## Производство
В наши дни се произвежда основно фабрично, като представлява над 60% от целия износ на сирена от Холандия за света. Сиренето е покрито с тънка, много гладка жълта восъчна кора. Докато е младо, сиренето е меко, почти кремообразно, и има лек сметанов вкус. На цвят е бяло, клонящо леко към жълтата гама. Зреейки, продобива все по-силно изразен пикантен и остър вкус, става по-сухо и потъмнява до наситен златистожълт оттенък. Рони се лесно, като по плътност прилича на пармезан.
- Отделяне на изварата
- Формоване
- Потапяне във вани
- Зреене

## Консумация
Гауда се консумира както като трапезно, така и като десертно сирене. Подходящо е да се комбинира с плодове или настъргано върху салата. От вината подходящи са леките бели вина като шардоне, ризлинг, пино гриджо.

## Хранителни съставки
Хранителна информация за 100 g:
- 356 kcal
- 27 g мазнини
- 114 mg холестерол
- 819 mg натрий
- 25 g протеини.

100 g гауда съдържа около 70% от необходимото дневно количество калций.